# Karl Hajos
Pour les articles homonymes, voir Hajós (homonymie).
Karl Hajos est un compositeur d'origine hongroise, né Karl Hajós à Budapest (Hongrie) le 28 janvier 1889, mort à Los Angeles (Californie) le 1er février 1950.

## Biographie
Après des études à l'Université et à l'Académie de musique de Budapest, puis un début de carrière en Europe, comme compositeur d'opérettes, il émigre dans les années 1920 aux États-Unis, où il s'installe définitivement. Deux de ses opérettes seront jouées au théâtre à Broadway, Natja en 1925 et White Lilacs en 1928. Dans le même genre musical, on lui doit aussi The Black Pierrot, The Red Cat et America Sings. Il a également composé une Fantaisie (Phantasy) pour piano et orchestre, ainsi que la Rhapsody in Waltz Time pour orchestre.
En 1927, il intègre à Hollywood la Paramount Pictures, avec laquelle il collaborera un temps, avant de travailler pour les studios de cinéma en indépendant. Il est l'auteur de musiques de films entre 1928 (les débuts du cinéma sonore) et 1950, souvent sans être crédité au générique. En outre, dans la même période, il sera directeur musical sur plusieurs productions cinématographiques.

## Filmographie partielle
comme compositeur
| - 1928 : Amours d'artiste (Loves of an Actress), de Rowland V. Lee - 1928 : Le Chant du prisonnier (Heimkehr) de Joe May - 1928 : Les Mendiants de la vie (Beggars of Life) de William A. Wellman - 1928 : Moscou-Shanghai (The Woman from Moscow) de Ludwig Berger - 1928 : La Maison hantée (The Haunted House) de Benjamin Christensen - 1928 : Outcast de William A. Seiter - 1928 : La Belle Exilée (Adoration) de Andrew L. Stone - 1928 : La Danseuse captive (Scarlet Seas) de John Francis Dillon - 1917 : Le Docteur Amour (The Love Doctor) de Melville W. Brown - 1929 : The Wolf of Wall Street de Rowland V. Lee - 1929 : Le Meurtre du canari (The Canary Murder Case) de Malcolm St. Clair et Frank Tuttle - 1929 : The Dummy de Robert Milton - 1929 : Chinatown Nights de William A. Wellman - 1929 : Le Démon des tropiques (A Dangerous Woman) de Gerald Grove et Rowland V. Lee - 1929 : The Studio Murder Mystery de Frank Tuttle - 1929 : River Romance de Richard Wallace - 1929 : L'Affaire Greene (The Greene Murder Case), de Frank Tuttle - 1929 : Charming Sinner de Robert Milton - 1929 : Illusion de Lothar Mendes - 1929 : Woman Trap de William A. Wellman - 1929 : Le Cavalier de Virginie (The Virginian) de Victor Fleming - 1929 : Darkened Rooms de Louis J. Gasnier - 1930 : Slighty Scarlet de Louis J. Gasnier et Edwin H. Knopf - 1930 : A Man from Wyoming de Rowland V. Lee - 1930 : Une belle brute (Manslaughter) de George Abbott - 1930 : Grumpy de George Cukor et Cyril Gardner - 1930 : The Silent Enemy de H.P. Carver - 1930 : Anybody's Woman de Dorothy Arzner - 1930 : Monte-Carlo d'Ernst Lubitsch - 1930 : The Sea God de George Abbott - 1930 : The Spoilers d'Edward Carewe - 1930 : The Virtuous Sin de Louis J. Gasnier - 1930 : Cœurs brûlés (Morocco) de Josef von Sternberg - 1930 : Along Came Youth de Lloyd Corrigan et Norman Z. McLeod - 1930 : The Right to Love de Richard Wallace - 1931 : Scandal Sheet de John Cromwell - 1931 : L'Attaque de la caravane (Fighting Caravans) de David Burton et Otto Brower - 1931 : Agent X 27 (Dishonored) de Josef von Sternberg - 1931 : Rango d'Ernest B. Schoedsack - 1931 : Déloyale (Unfaithful) de John Cromwell - 1931 : Les Carrefours de la ville (City Streets) de Rouben Mamoulian - 1931 : Ladies' Man de Lothar Mendes - 1931 : Le Merveilleux Mensonge (The Magnificent Lie) de Berthold Viertel - 1931 : Le Rebelle (titre original) d'Adelqui Migliar - 1931 : Die Nacht der Entscheidung de Dimitri Buchowetzki (coproduction Allemagne/États-Unis) | - 1931 : Once a Lady de Guthrie McClintic - 1931 : Touchdown de Norman Z. McLeod - 1932 : La Ruée (American Madness) de Frank Capra - 1932 : McKenna of the Mounted de D. Ross Lederman - 1933 : Princesse Nadia (Tonight Is Ours) de Stuart Walker - 1933 : The Thundering Herd de Henry Hathaway - 1933 : Supernatural de Victor Halperin - 1933 : Monsieur Bébé (A Bedtime Story) de Norman Taurog - 1933 : La Déchéance de miss Drake (The Story of Temple Drake) de Stephen Roberts - 1933 : Jennie Gerhardt de Marion Gering - 1933 : I love that Man de Harry Joe Brown - 1933 : Le Cantique des cantiques (The Song of Songs) de Rouben Mamoulian - 1933 : Le Fou des îles (White Woman) de Stuart Walker - 1933 : Girl without a Room de Ralph Murphy - 1934 : Four Frightened People de Cecil B. DeMille - 1934 : All of Me de James Flood - 1935 : Le Monstre de Londres (Werewolf of London) de Stuart Walker - 1935 : Manhattan Moon de Stuart Walker - 1935 : She Gets Her Man de William Nigh - 1935 : Taro le païen (Last of the Pagans) de Richard Thorpe - 1936 : The Bold Caballero (en) de Wells Root - 1936 : Happy go Lucky d'Aubrey Scotto - 1937 : Two Wise Maids de Phil Rosen - 1937 : Circus Girl de John H. Auer - 1937 : Série cinématographique La Caravane de l'enfer (The Painted Stallion) de Alan James, Ray Taylor et William Witney - 1943 : Hitler's Madman de Douglas Sirk - 1944 : Charlie Chan in the Secret Service de Phil Rosen - 1944 : L'Aveu (Summer Storm) de Douglas Sirk - 1945 : Fog Island de Terry O. Morse - 1945 : The Phantom of the 42nd Street d'Albert Herman - 1945 : The Missing Corpse d'Albert Herman - 1945 : Dangerous Intruder de Vernon Keays - 1945 : The Man Who Walked Alone de Christy Cabanne - 1946 : The Caravan Trail de Robert Emmett Tansey - 1947 : Wild Country de Ray Taylor - 1947 : Range beyond the Blue de Ray Taylor - 1947 : West to Glory de Ray Taylor - 1948 : Devil's Cargo de John F. Link Sr. - 1948 : Appointment with Murder (en) de Jack Bernhard - 1949 : Search for Danger (en) de Jack Bernhard - 1949 : Adorable menteuse (The Lovable Cheat) de Richard Oswald - 1949 : Call of the Forest (en) de John F. Link Sr. - 1950 : Killed or be killed de Max Nosseck - 1950 : It's a Small Word de William Castle |

## Théâtre (à Broadway)
- 1925 : Natja, opérette d'après des airs de Piotr Ilitch Tchaïkovski, livret et lyrics de Harry B. Smith
- 1928-1929 : White Lilacs, opérette d'après des airs de Frédéric Chopin, livret et lyrics de Harry B. Smith

## Nominations auxOscars
Deux nominations à l'Oscar de la meilleure musique de film :
- 17e Cérémonie des Oscars 1944 : pour L'Aveu ;
- 18e Cérémonie des Oscars 1945 : pour The Man Who Walked Alone.